# Comicfestival Hamburg
Das Comicfestival Hamburg ist ein jährlich stattfindendes Festival für Comics und Graphic Novels in Hamburg. Seit seiner Gründung im Jahr 2006 hat es sich zu einem wichtigen Treffpunkt für die deutschsprachige und internationale Comicszene entwickelt, mit einem Schwerpunkt auf unabhängige Produktionen.

## Geschichte
Das Festival wurde 2006 von Sascha Hommer und Heiner Fischer ins Leben gerufen. Ursprünglich als kleines vorweihnachtliches Fest unter dem Namen „Äpfel, Nüsse, Fink und Star“ gestartet, entwickelte es sich ab etwa 2010 zu einem vollwertigen Festival. Im Jahr 2012 wurde der Verein Comicfestival Hamburg e.V. gegründet, um die Organisation zu professionalisieren.

## Programm und Veranstaltungsformat
Das Festival bietet ein vielfältiges Programm, das verschiedene Aspekte der Comic-Kultur abdeckt:
- Ausstellungen: Präsentation von Originalzeichnungen und Illustrationen in Galerien, Schaufenstern und öffentlichen Räumen.
- Lesungen: Vorstellungen neuer Werke durch die Autoren und Zeichner.
- Diskussionsrunden: Fachgespräche über aktuelle Entwicklungen in der Comic-Branche.
- Workshops: Praktische Kurse für angehende Comic-Künstler.
- Signierstunden: Möglichkeit zum direkten Kontakt mit den Künstlern.
- Messe: Verkauf von Comics, Zines und Illustrationen durch Verlage und Künstler.

## Veranstaltungsort
Das Festival findet an unterschiedlichen Orten in Hamburg statt, vor allem in den Stadtteilen St. Pauli, Karolinenviertel und Neustadt. Zu den Hauptveranstaltungsorten zählen das Kölibri, der Buttclub und der Raum für Illustration.